# Кирнічень
Кирнічень, Кирнічені (рум. Cârniceni) — село у повіті Ясси в Румунії. Входить до складу комуни Цигенаші.
Село розташоване на відстані 340 км на північ від Бухареста, 21 км на північ від Ясс.

## Населення
За даними перепису населення 2002 року у селі проживали 1427 осіб, усі — румуни. Усі жителі села рідною мовою назвали румунську.